# Mühlenbach
Mühlenbach es un municipio en el distrito de Ortenau en Baden-Wurtemberg, Alemania. Es un lugar de veraneo y de descanso en un valle lateral del río Kinzig la Selva Negra Central.